# 모범의회
모범의회(模範議會, Model Parliament)는 1295년 에드워드 1세가 소집한 영국의 비상설 의회이다. 귀족·고위 성직자 외에 하급 성직자의 대표, 각주에서 기사 2명, 각도시에서 시민 2명씩이 선발되어 참가했는데 영국 의회 제도의 모델이라고 부른다. 그런데 영국의 의회는 노르만 왕조 이래의 봉건적 국왕 자문회의와 헨리 2세 이후 발달한 지방 자치 제도(州代官制, 순회재판제)와 결부되어 형성된 것이라 하며 국왕의 자문 기관으로서의 사법적·행정적 성격을 띤 것이었다. 그러나 에드워드 3세 시대에는 이미 정치적 성격도 강화되어 1376년의 ‘훌륭한 의회’대에 이르러서는 상·하 양원으로 구성되어 있었다.

## 같이 보기
- 잉글랜드 의회